# Telhado de colmo

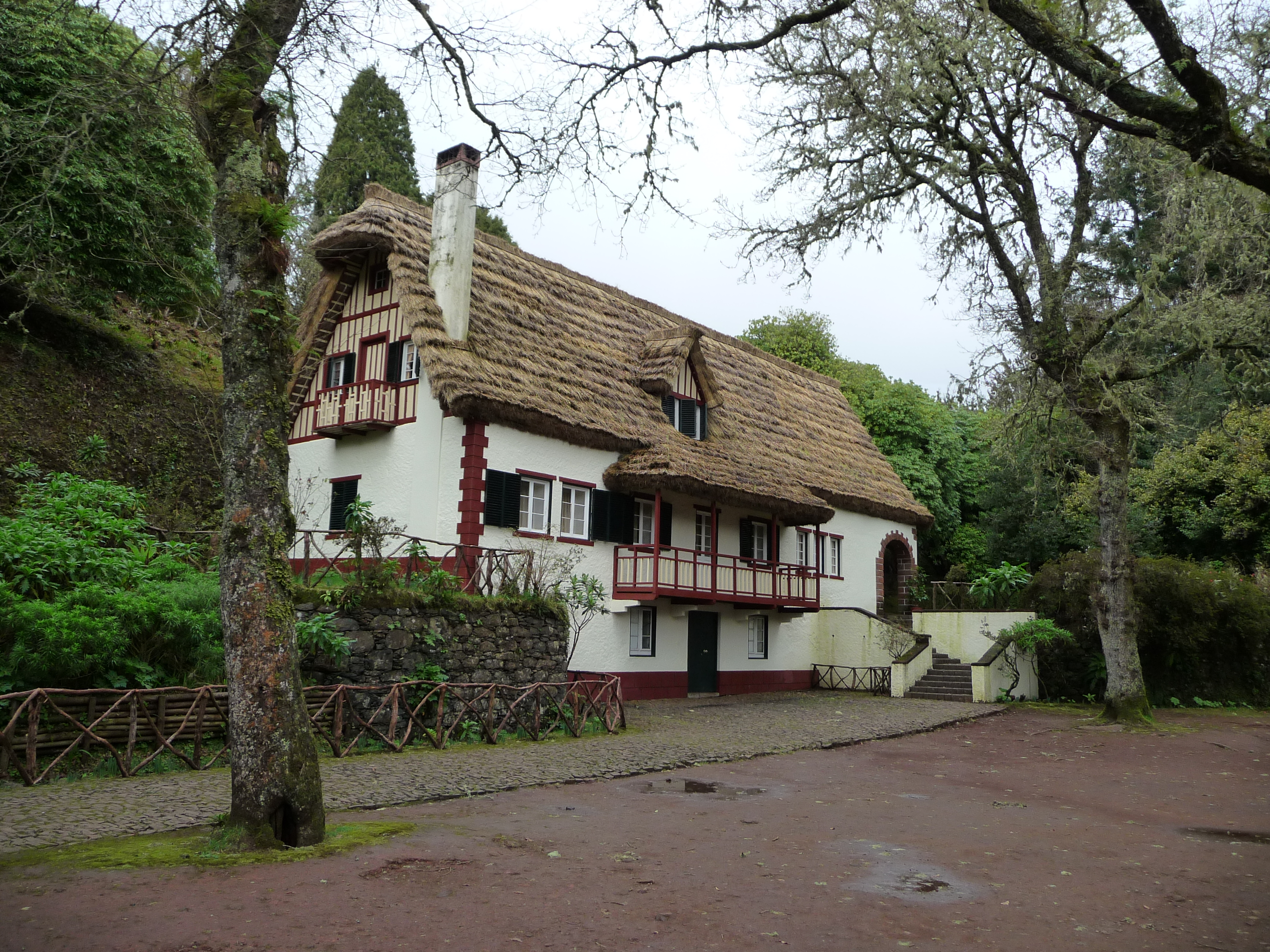
Casa das Queimadas, Madeira.

O telhado de colmo (do latim culmus, palha de centeio ou trigo ou telhado de palha ) ou cobertura vegetal é uma muita antiga , quiçá a mais antiga, técnica construtiva para cobertura. Os telhados, em certas construções rústicas, eram feitos artesanalmente de colmo de palha de trigo ou centeio, de plantas bravas  giesta ou Urze ou de folhas por exemplo de palmeira colocando-os em camadas sobrepostas, para que a água não entra.
Além de ser impermeáveis os telhados de colmo são bons isolantes tanto pelo frio como para o calor, absorvam a humidade arejando o local. Alguns construtores em países em desenvolvimento ainda usam telhados de colmo, geralmente construindo-os com vegetação de baixo custo da área. Pelo contrário, em alguns países desenvolvidos (Alemanha, Reino Unido...) existe uma procura deste tipo de telhado, por parte de cidadãos abastados que pretendem dar um ar rústico as suas casas. O seu uso em habitações tradicionais era muito generalizado em todos os continentes. Essas coberturas são feitas com vegetais secos, ao contrario dos telhados com cobertura vegetal verde. 

## Portugal
Em Portugal o uso de telhados de colmo era generalizado em todo o continente e nos arquipélagos. Ainda existem amostras de telhados de colmo nas casas das montanhas por causa das dificuldades da acesso e aprovisionamento em telha e do isolamento térmico providenciado pelo colmo. Um  caso mais conhecido é o das casas elípticas na região de Montalegre embora os telhados com cobertura vegetal fossem comuns, especialmente em construções auxiliares ( palheiros, celeiros, cortes, cabanas etc.) até alguns anos atrás. A sua origem provém no norte de Portugal, nas casas redondas dos castros antes da introdução do telha pelos romanos que  evoluíram em casas elípticas as palhoças.
Outro exemplo, mais conhecido, é o das Casas típicas do concelho de Santana na ilha da Madeira. Essas pequenas casas de dois andares, e de forma triangular, são cobertas por um telhado de colmo que chega quase ao chão.

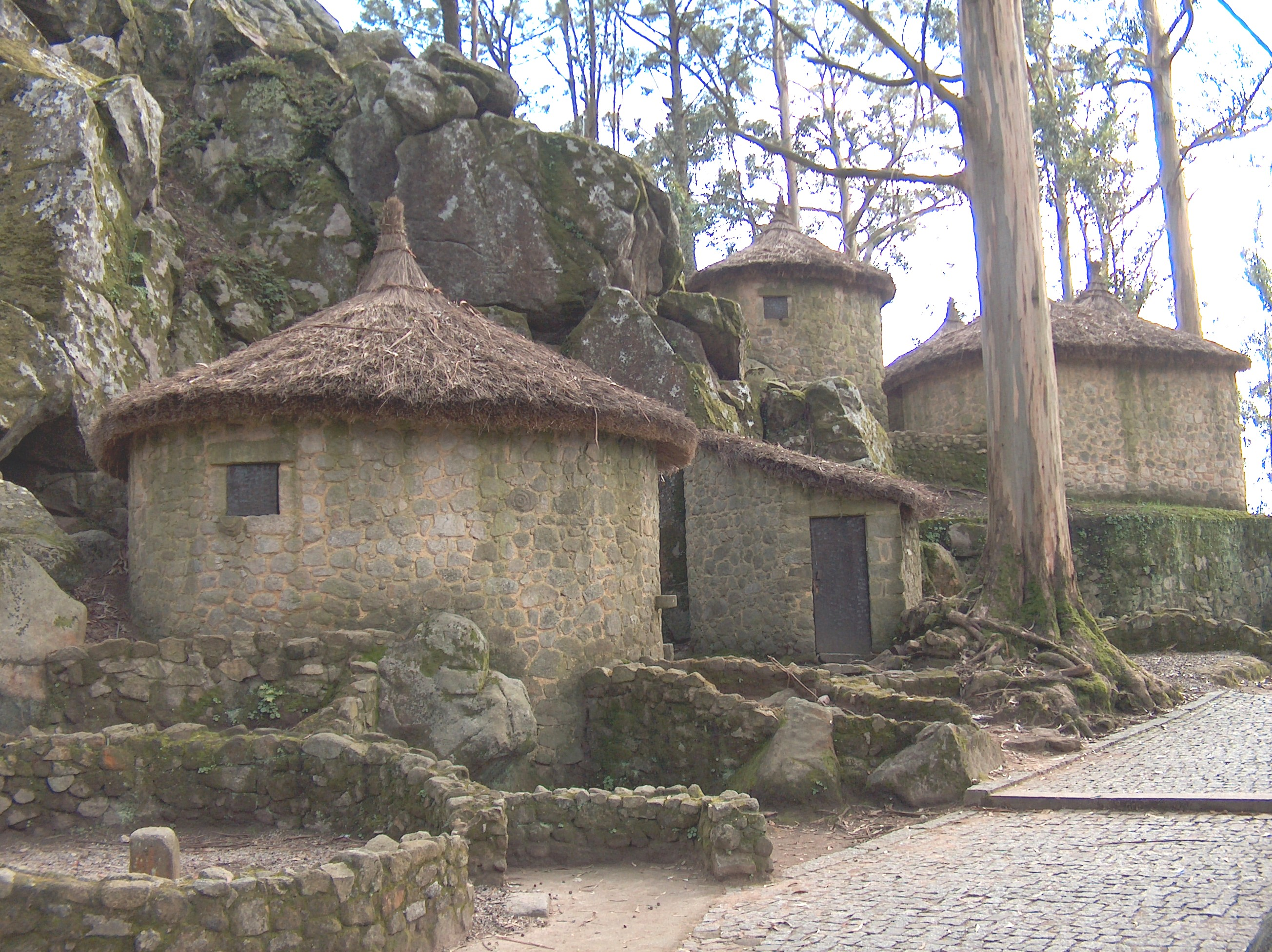
Castro de São Lourenço em Vila Chã, Esposende.
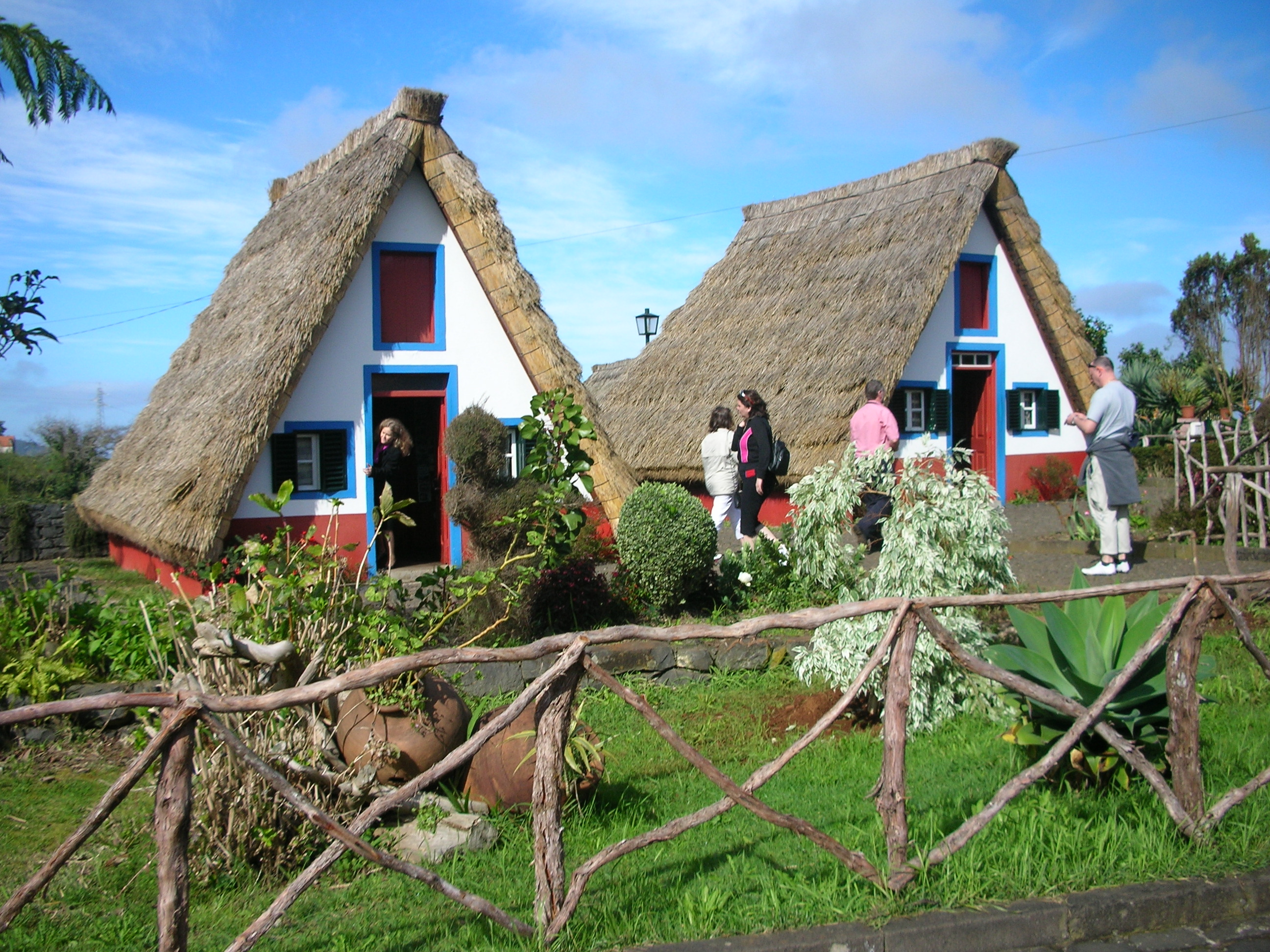
Casa de Santana, na ilha da Madeira.

## Brasil
Muitos povos nativos das Américas, viviam e vivam em casas com cobertura de origem vegetal.
A tradição da cobertura vegetal foi passando de geração em geração durante milhares de anos. De mais, nalgumas regiões o material vegetal é usado tanto para a cobertura como para as paredes.
Foram os portugueses que levaram para lá a telha romana.

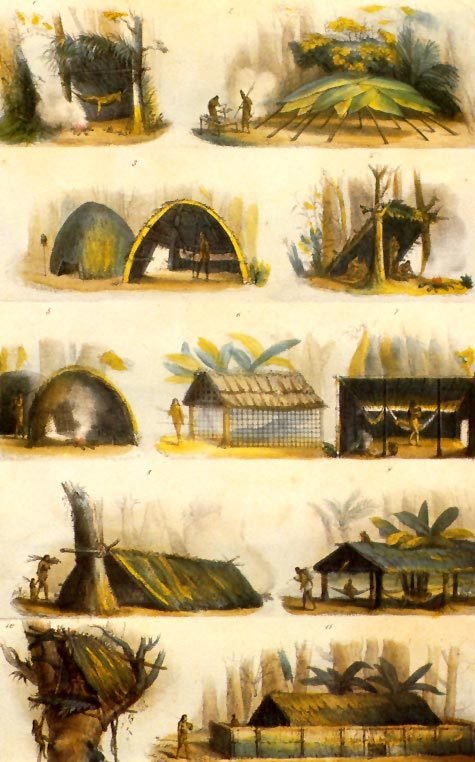
Diferentes formas de cabanas e choças dos indígenas brasileiros.
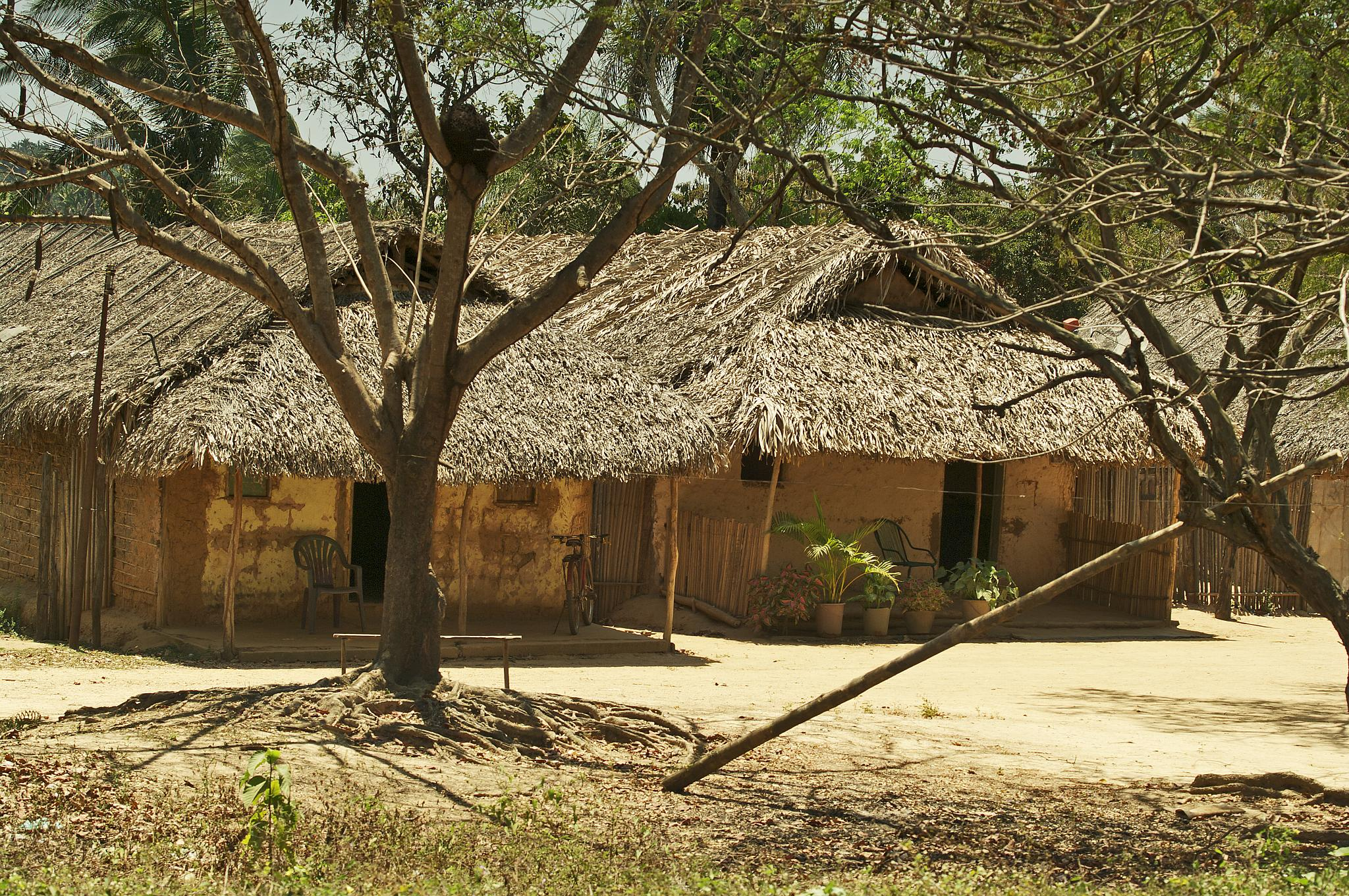
Casa coberta com folhas de coco-de-palmeira (babaçu) no Maranhão

## A técnica de construção e aplicação de uma cobertura em colmo
Algumas especificidades são relativas a um telhado de colmo como a inclinação. O telhado para ser coberto com colmo tem que ser muito inclinado para bem escoar a água e aumentar o tempo de vida do colmo, mais inclinado for, melhor, mas pelo menos deve ter um ângulo de 30 graus. No que diz respeito a carga do telhado, um telhado de palha de 30 cm de espessura pesa cerca de 39 kg por m² o que é mais ao menos o peso das telhas que pesam entre 40 e 44 kg por m². No entanto o coeficiente de condutividade térmica é de 0,20 W/mK. Este baixo valor torna a palha um bom isolante térmico que mantém bem o calor no inverno e retém o calor no verão ao contrário da telha da lousa ou do zinco.

### No Noroeste Peninsular

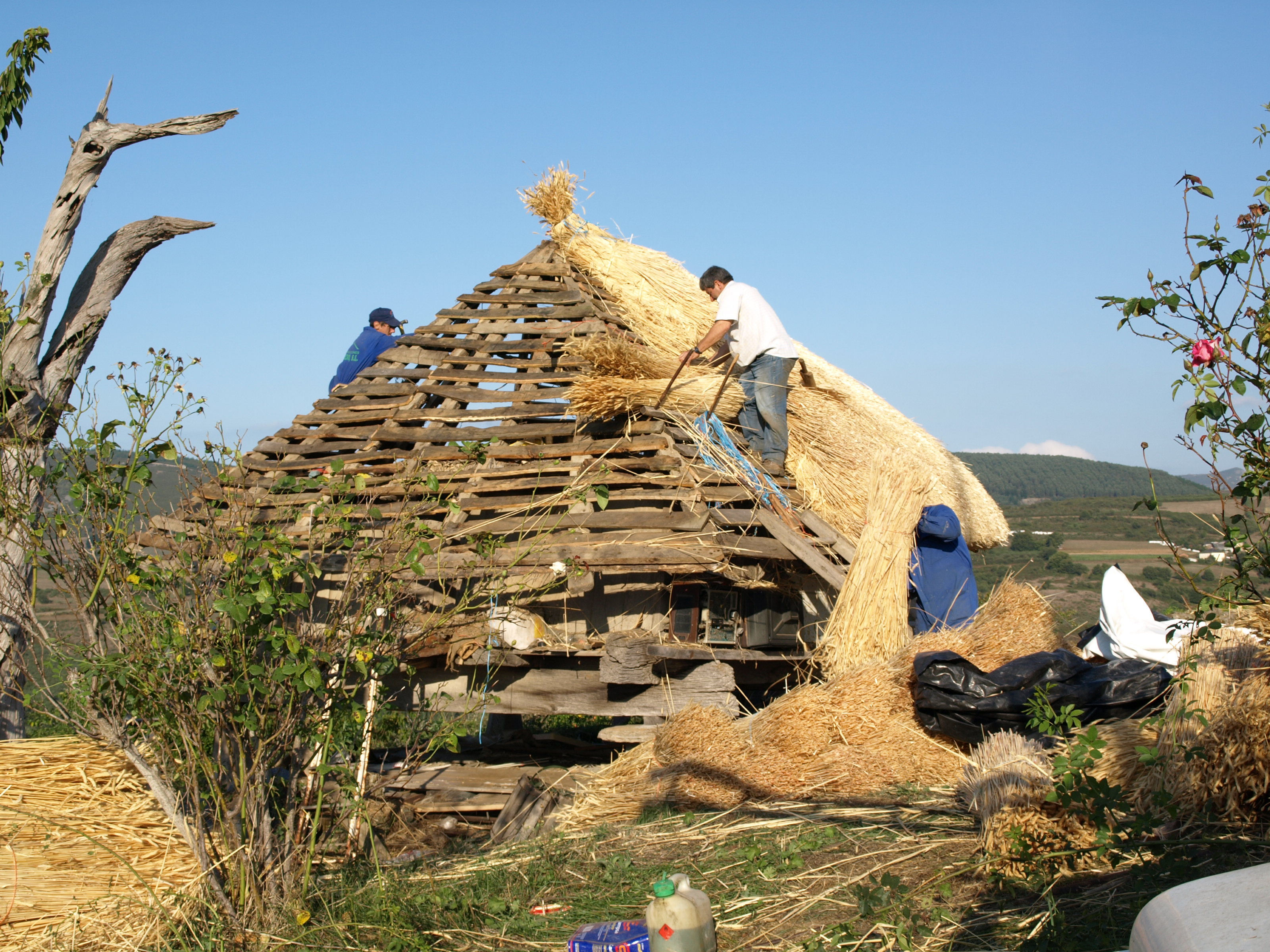
Instalação dum telhado de colmo, sobre uma estrutura de madeira com os caibros e as ripas a vista.

É uma técnica muito primitiva feita em boa palha de centeio sobre uma estrutura em "grelha" de madeira com paus grossos, os caibros, verticais e ripas de madeira mais finas na horizontal.
A palha é atada em molhos, com cordas feitas de palha molhada chamadas "bancelhos" ou "vencilhos". Esses molhos, humedecidos na véspera, são depois depositados em varias camadas sobrepostas, duma espessura total que varia entre 40 e 50 centímetros, sobre a madeira e atados a mesma por outro bancelhos, formando a cobertura chamada de colmadura ou colmaço. Conforme os molhos são colocados, a palha é acamada batendo-lhe com uma "colmadeira", a base dos molhos é cortada em bisel e toda a palha solta é removida por fora como por dentro. Enfim o cume leva mais uma camada a "cumeada".
Em reforço, nas zonas montanhosas e por isso ventosas, o colmo é fixado também com paus, pedras ou ambos ou enfim por "latas" que são arames esticados por pedras que penduram lateralmente ao telhado. Os paus são simplesmente pousados por cima do colmo formando uma grelha mais ou menos cerrada para ele não voar ou então são colocados em tesoura ou seja pendurando verticalmente dos dois lados e unidos no cume por um prego ou atados com um bancelho. As pedras podem ser colocadas por reforço em cima dos paus em grelha ou nos beirais.

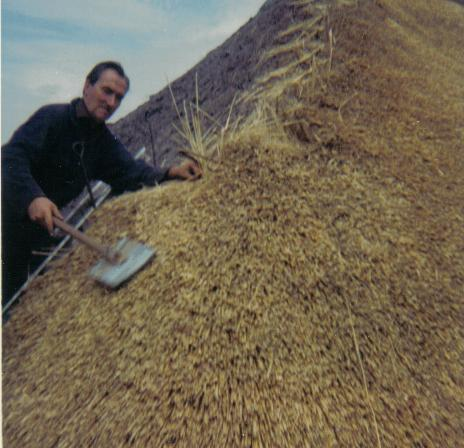
Colmador com uma colmadeira na mão para acamar o colmo.
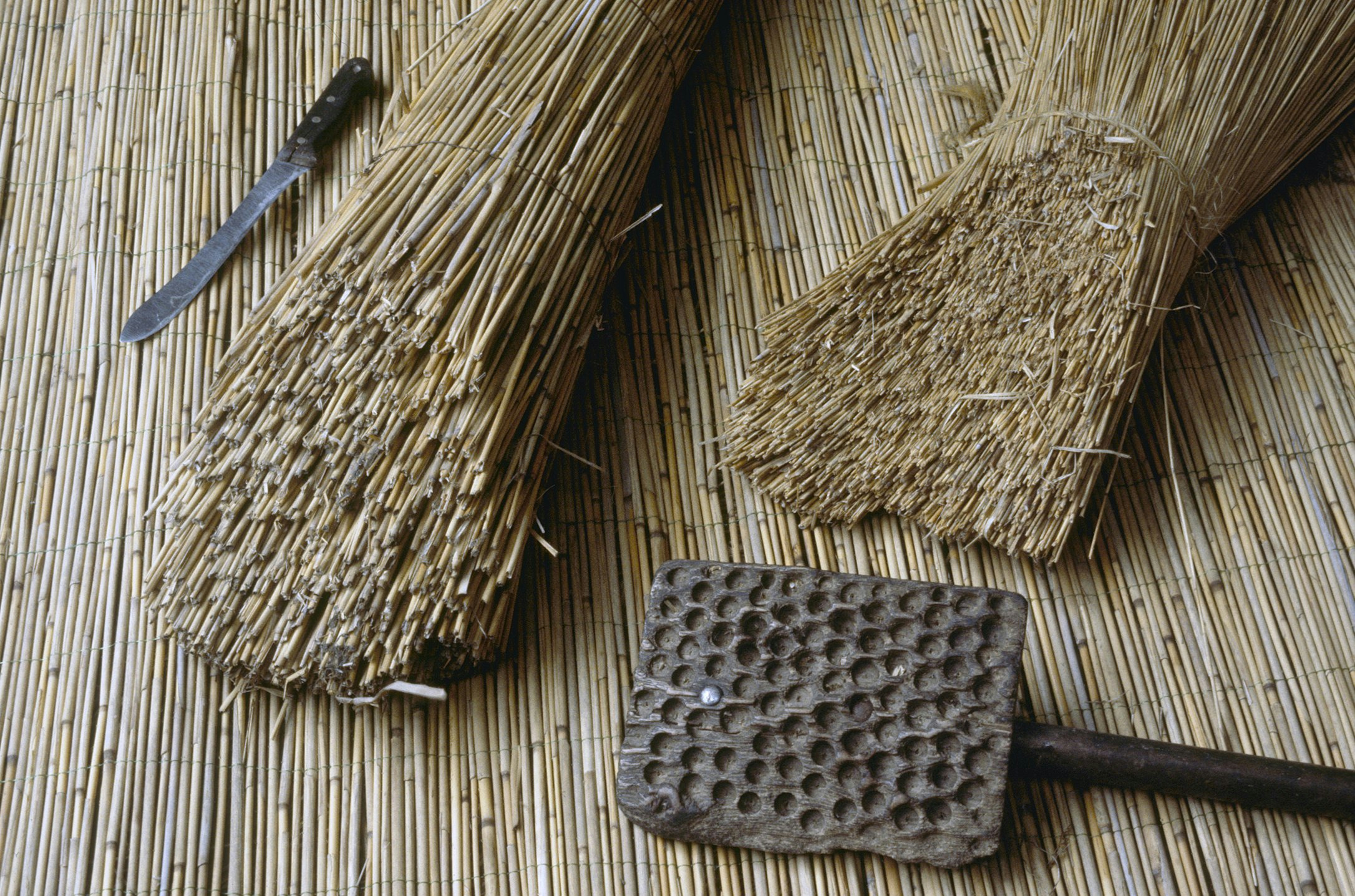
corte da palha e colmadeira.
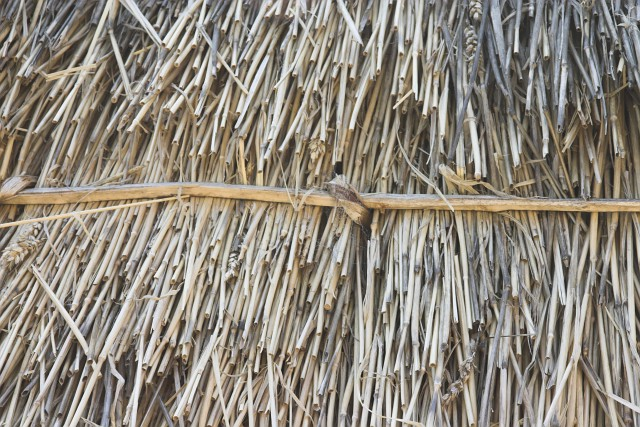
Fixação suplementar com varas.
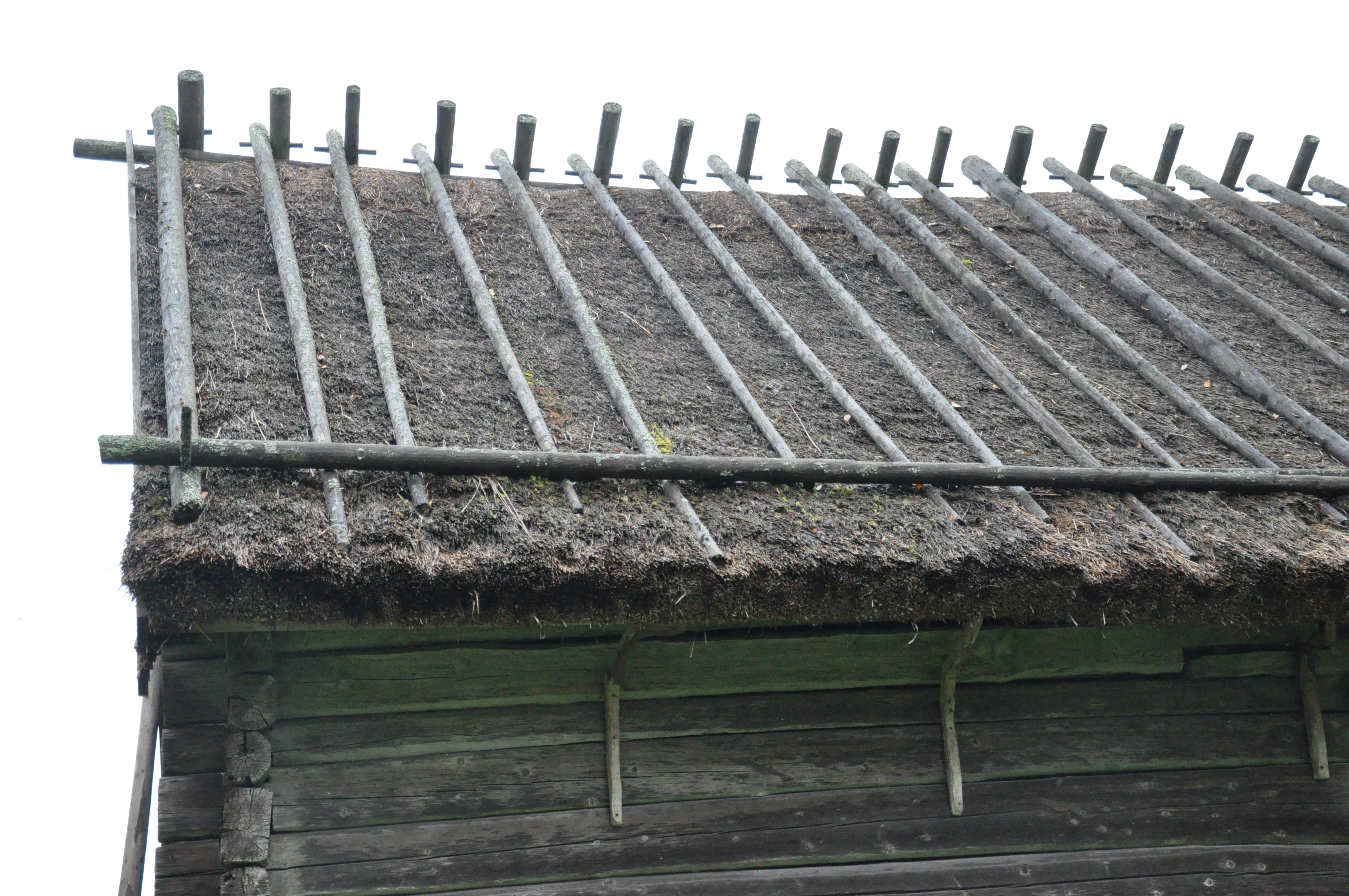
Fixação suplementar com paus em tesoura.

### Outras técnicas
A uma diversidade de técnicas e de materiais usados, das mais simples como as técnicas usadas por certas comunidades indígenas do Brasil onde as folhas de palmeiras são também atadas por cordas vegetais a madeira. Ou as mais sofisticadas, como as usadas na Holanda, onde o colmo é fixado com ganchos de aço ou então cozido com um fio de aço ou de cobre, atado, pregado ou aparafusado a madeira. Na Inglaterra também são usados ganchos, mas de madeira, feitos com varas de aveleira torcidas chamadas spars.
O material vai das folhas de palmeira muito usadas em zonas tropicais ou a carriza usada tradicionalmente em grande parte da Inglaterra, especialmente no Condado de Norfolk além do colmo cultivado atualmente por produtores especializados. 

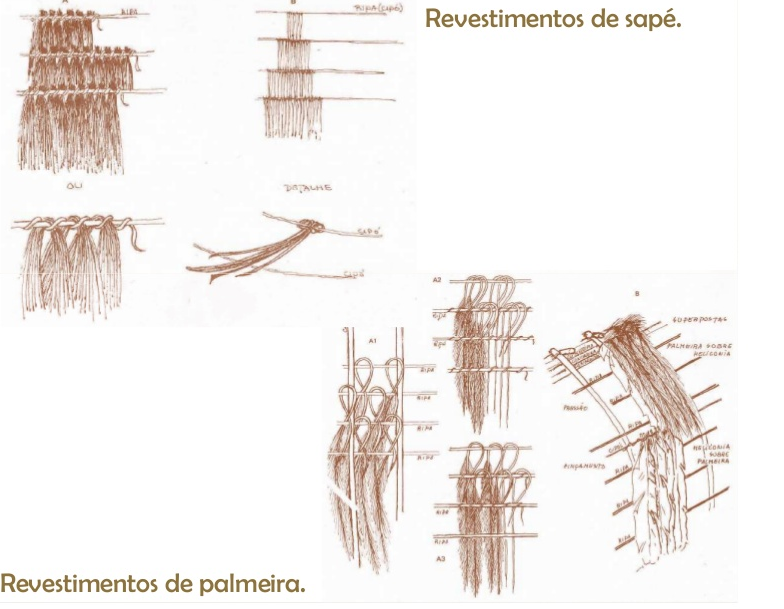
Técnica indígena de cobertura com folhas de palmeira no Brasil
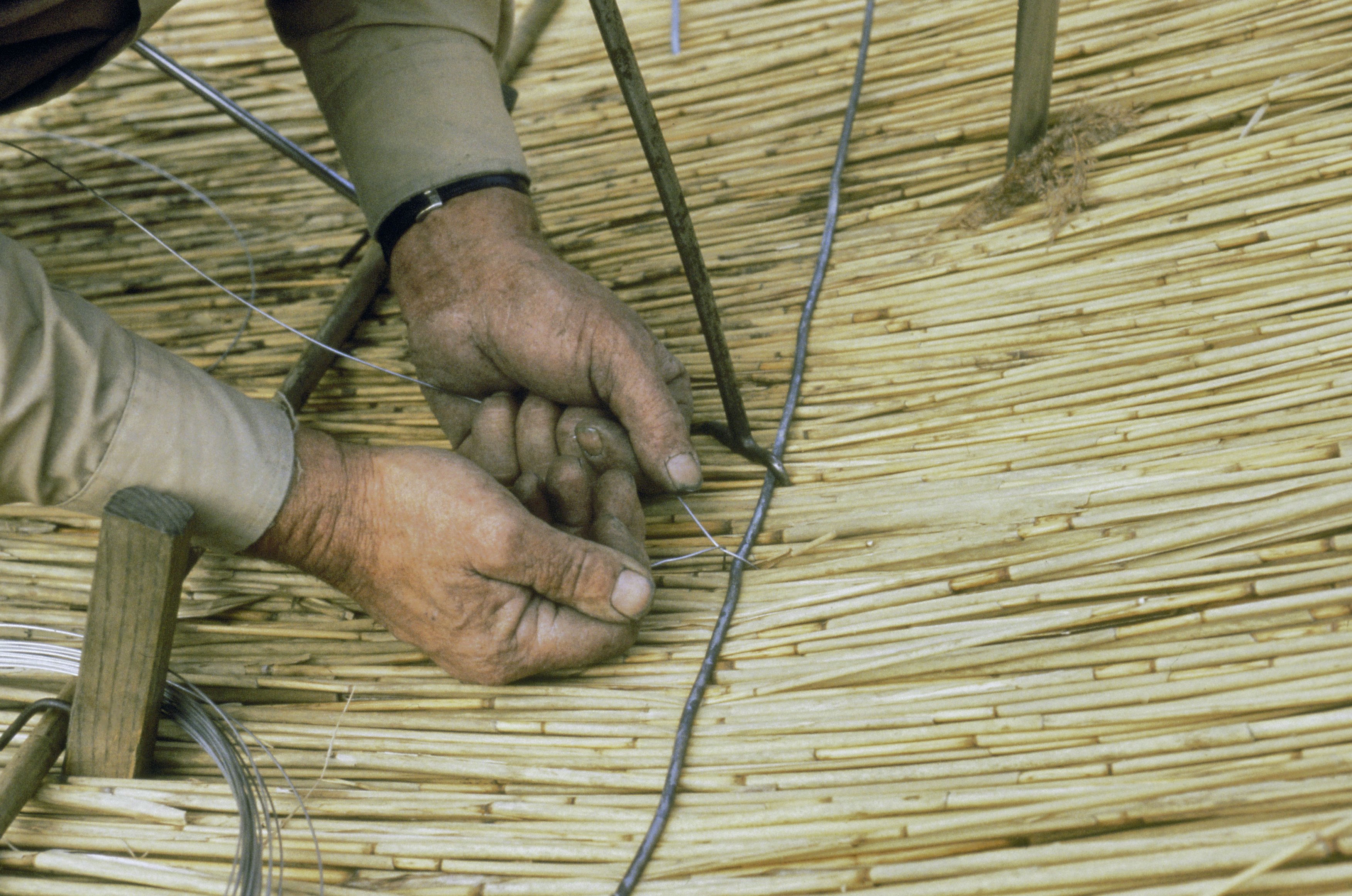
Colmo atado com arame na Holanda
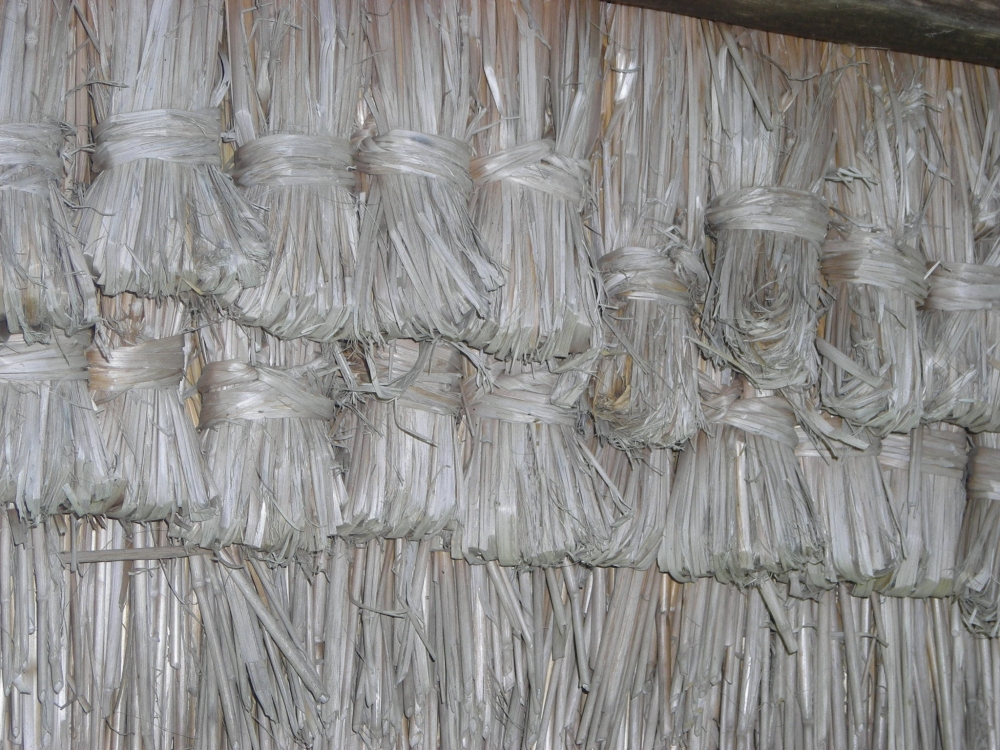
Técnica usada na Suíça.
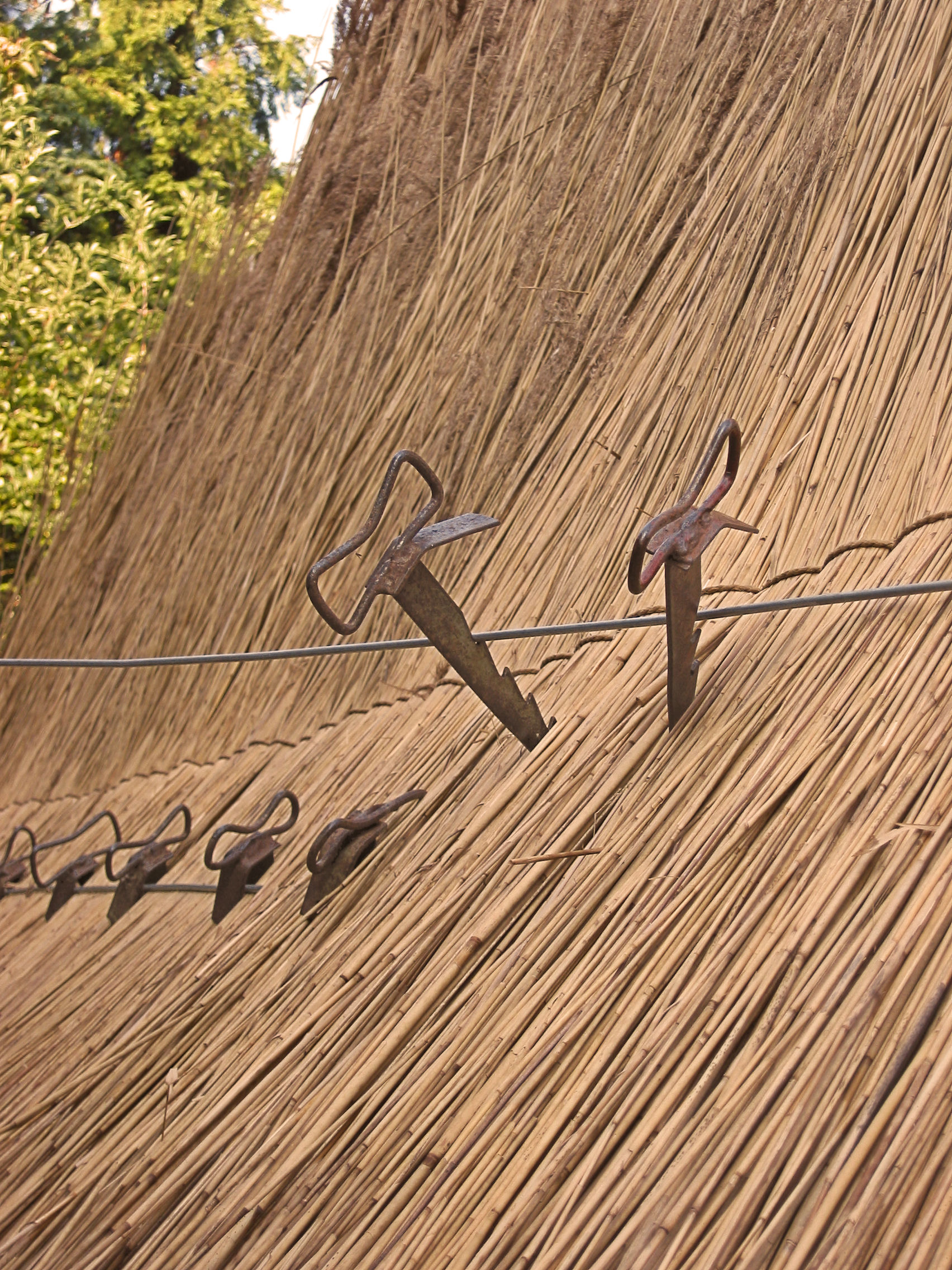
Ganchos para prender a palha na Holanda

#### Manutenção
Uma cobertura vegetal de boa qualidade pode durar entre 45 e 50 anos, se mantida por um artesão experiente.
Essa manutenção, consiste em retirar a palha que não esteja bem acamada por causa do vento ou dos pássaros e em retirar todo o lodo e musgo que mantém a palha artificialmente húmida. Uma grelha fina de aço ou de cobre pode evitar que os pássaros retiram a palha. A camada de cima, se for muita danificada, pode ser subsistida para preservar o resto do colmo e prolongar o tempo de vida do telhado.

## Historia
Plantas bravas como o caniço (Phragmites australis), (Typha spp. especialmente Typha latifolia), a giesta, a urze (Calluna vulgaris), juncos (Juncus spp.) e bunho  empregaram-se para cobrir cabanas e casas primitivas na Europa no final do período paleolítico. Uma prospeção arquezoológica feita na Citânia de São Julião de Caldelas encontrou pólen de giesta que podia servir para cobrir os telhados.
 Começou-se a usar palha no período Neolítico com as primeiras colheitas de cereais, embora não temos evidências disso até os tempos medievais. Porque nos castros, existem grandes vestígios de telhas à partir da chegada dos romanos, por isso o uso generalizado de palha não é evidente.
No entanto na Península Ibérica existem diferentes exemplos de coberturas de palha, especialmente no noroeste: como a palhoça da Galiza, Norte de Portugal, Astúrias e Leão (antiga Gallaecia) na zona da cultura castreja, mas sobretudo em zonas isoladas ou montanhosas.
O desenvolvimento de grandes cidades trouxe consigo a necessidade de um material de construção facilmente disponível, económico e durável. Mas por causa dos incêndios que deflagraram em várias cidades medievais, o colmo foi aos poucos proibido como na cidade de Londres depois do incêndio do 11 de julho de 1212 que foi a primeira a criar uma legislação sobre edifícios, proibindo a construção de novos telhados de colmo e obrigando a revestir os existentes com uma camada de gesso.
Por isso, aos pouco na maior parte da Europa, os colmos foram usados como materiais de cobertura só em áreas isoladas do campo, como nas aldeias das montanhas ou em construções auxiliares, como palheiros e celeiros. Gradualmente, o colmo tornou-se um sinal de pobreza, e o número de casas com palha diminuiu, bem como os artesãos profissionais colmadores.   

## As coberturas vegetais hoje

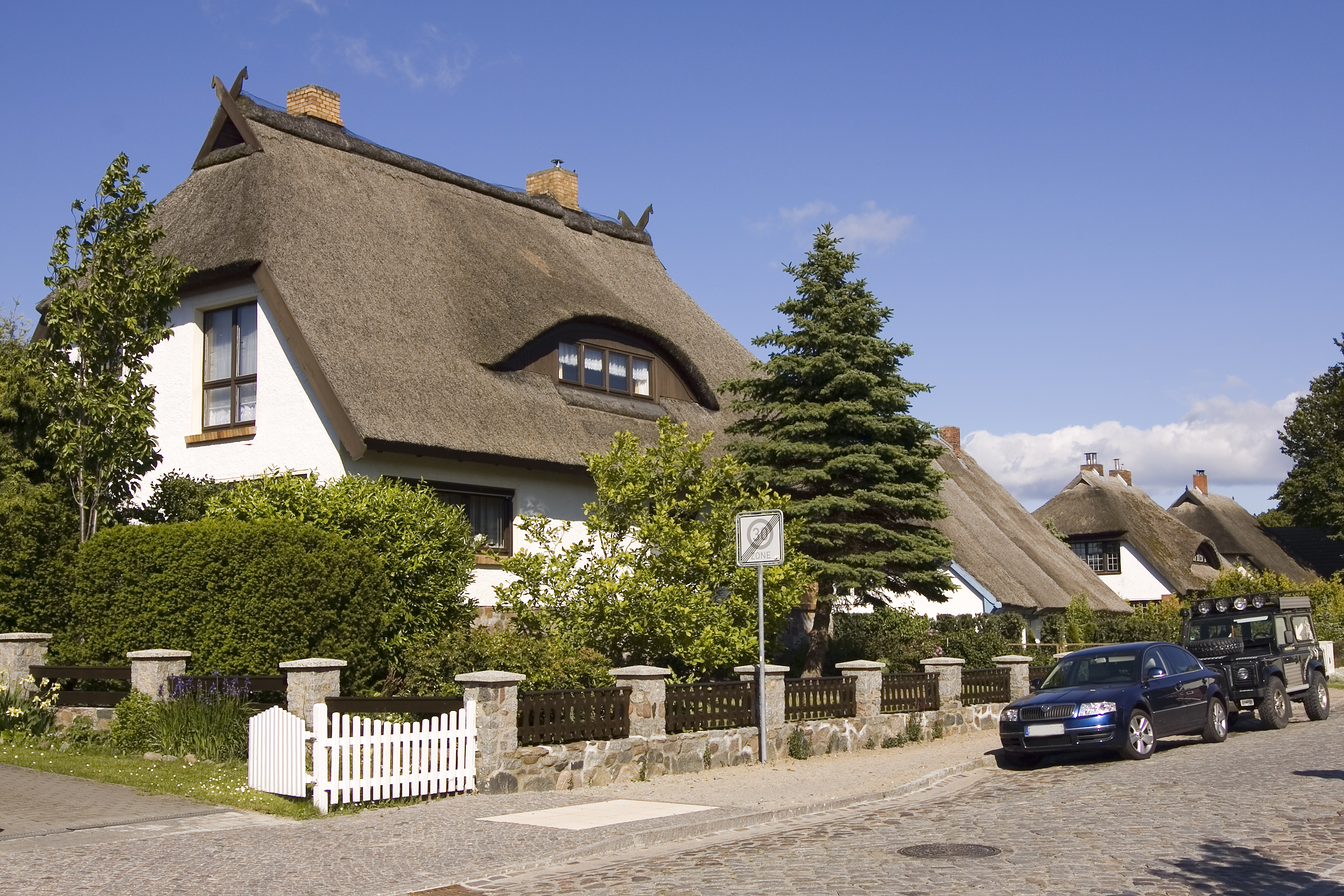
Casas na ilha de Rúgia, Alemanha.

No entanto, os telhados de colmo tornaram-se mais populares nos últimos trinta anos, e hoje em dia é um símbolo de riqueza mais do que pobreza pelo gasto de manutenção que significa. Também houve uma evolução das técnicas construtivas, principalmente para minimizar o risco de incêndio. Como por exemplo o telhado "corte-fogo" que é constituído por uma placa resistente ao fogo instalada entre as vigas e a palha. Um telhado tão "fechado" apresenta a vantagem dum melhor isolamento, mas a grande desvantagem de menor duração em comparação com num telhado tradicional "aberto", porque a palha é menos arejada. Se a palha não secar o suficiente, existe um importante risco de apodrecimento e até mesmo de congelamento da mesma no inverno, em algumas latitudes. Uma boa ventilação é, portanto, de grande importância na preservação do colmado. Por isso, a técnica evolui para uma combinação de ambos os sistemas com uma caixa de ar instalada entre a placa e a palha. Outra medida moderna contra o fogo é a impregnação do colmo por silicato de sódio. Também existam colmos sintéticos bastante resistentes ao fogo.
Mas os telhados de colmos tornam-se populares pelo crescente interesse na conservação de edifícios históricos e sobretudo pelo uso crescente de materiais de construção sustentáveis.
Prova disso no Reino Unido, havia em 2013, 60.000 telhados de colmo e mais de 150.000 na Holanda.
Enfim os telhados de colmo estão sempre bem presentes em construções tradicionais de país em vias de desenvolvimento e até são uma imagem de marca, como as Bure das ilhas Fidji, feitas com tetos de folhas de palmeiras e paredes de canas. Na Domínica empregam-se também as coberturas com folhas de palmeiras. Em Havaí e Bali usa-se para as cobertas Alang-alang (Imperata cylindrica),  Em Quénia as coberturas fazem-se com as folhas da cana de açúcar, especialmente nas habitações da tribo Kikuyu.

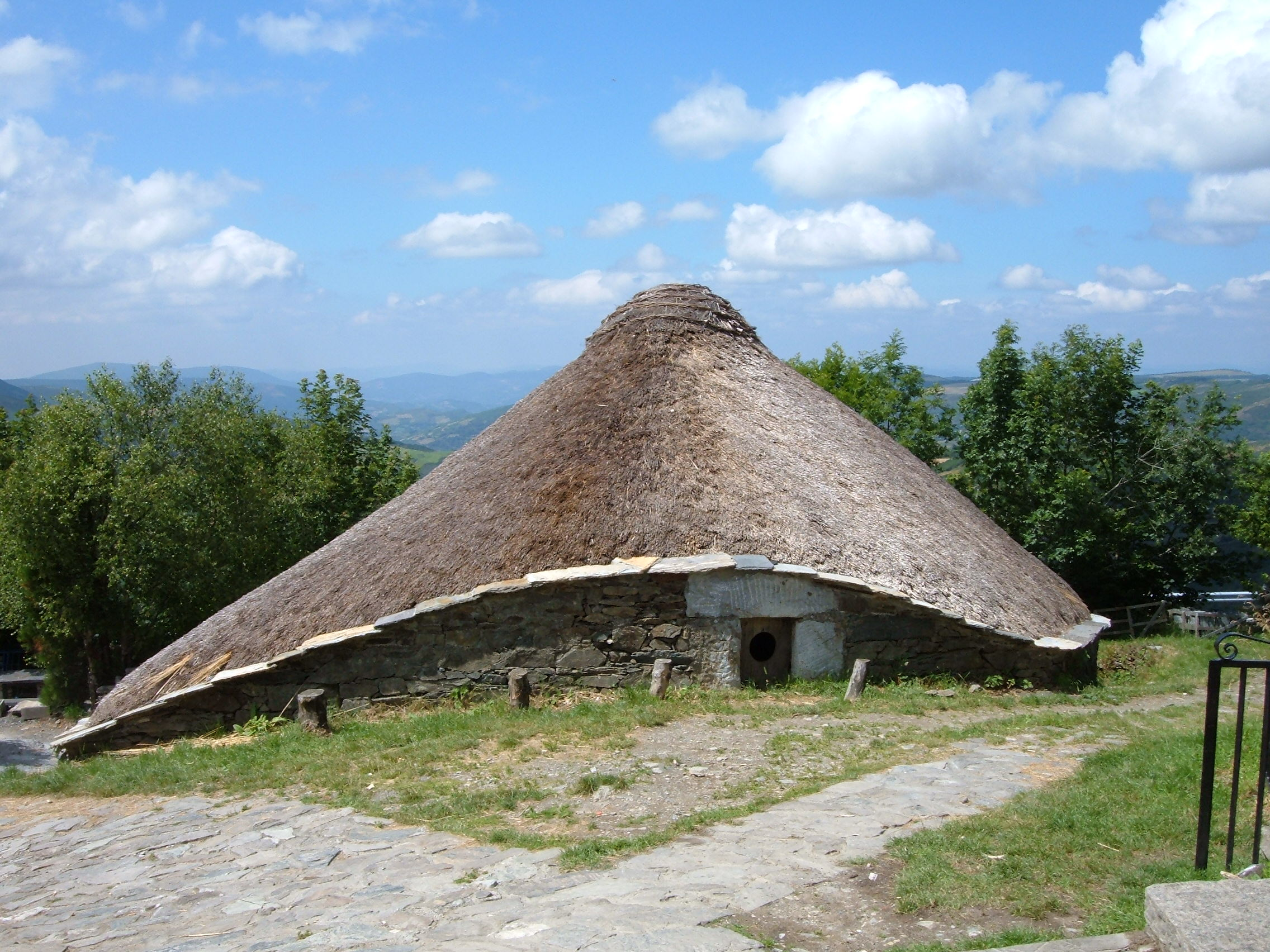
Palhoça em O Cebreiro, na Serra dos Ancares, Espanha.
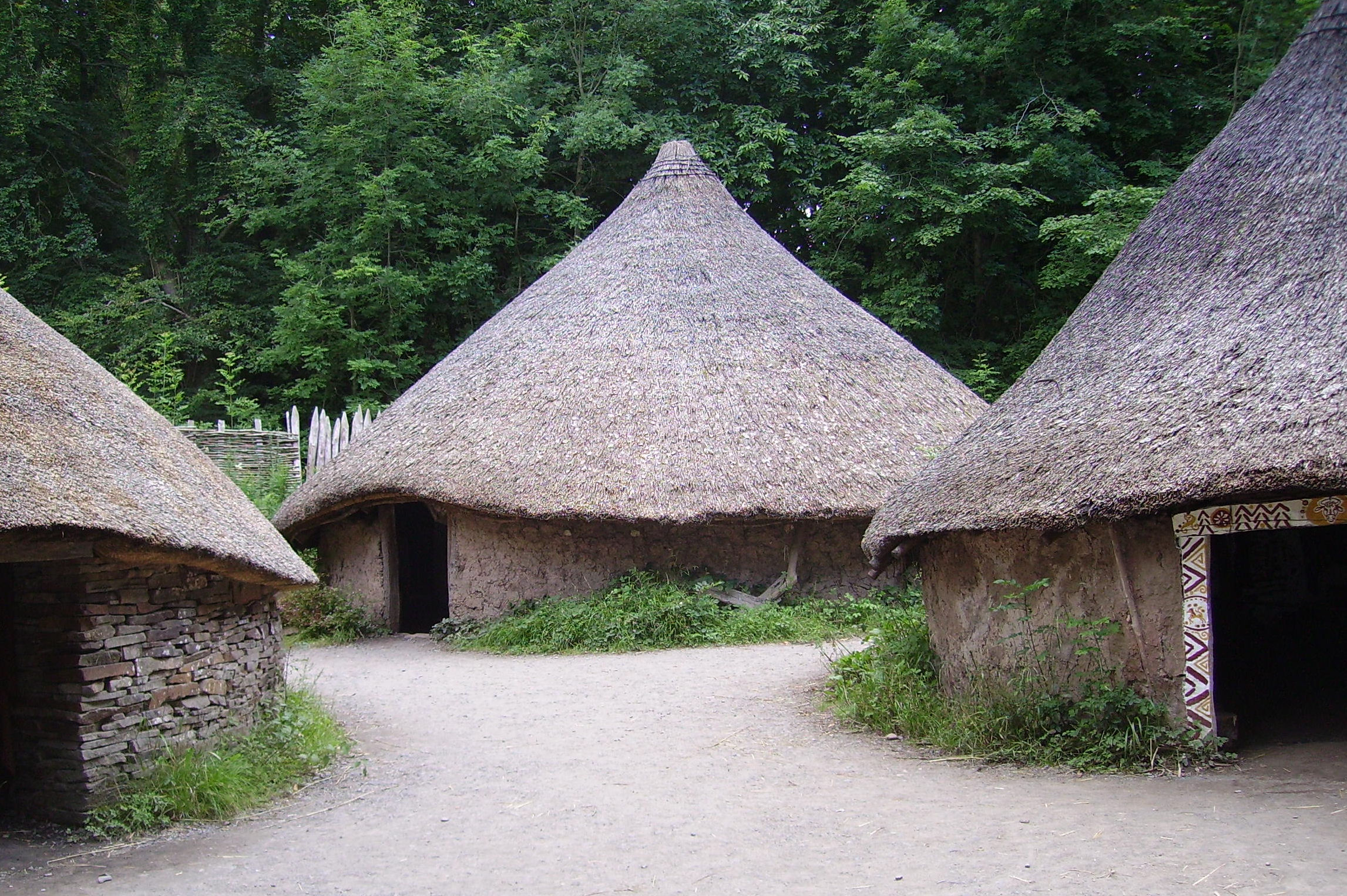
Habitações num Castro do País de Gales.
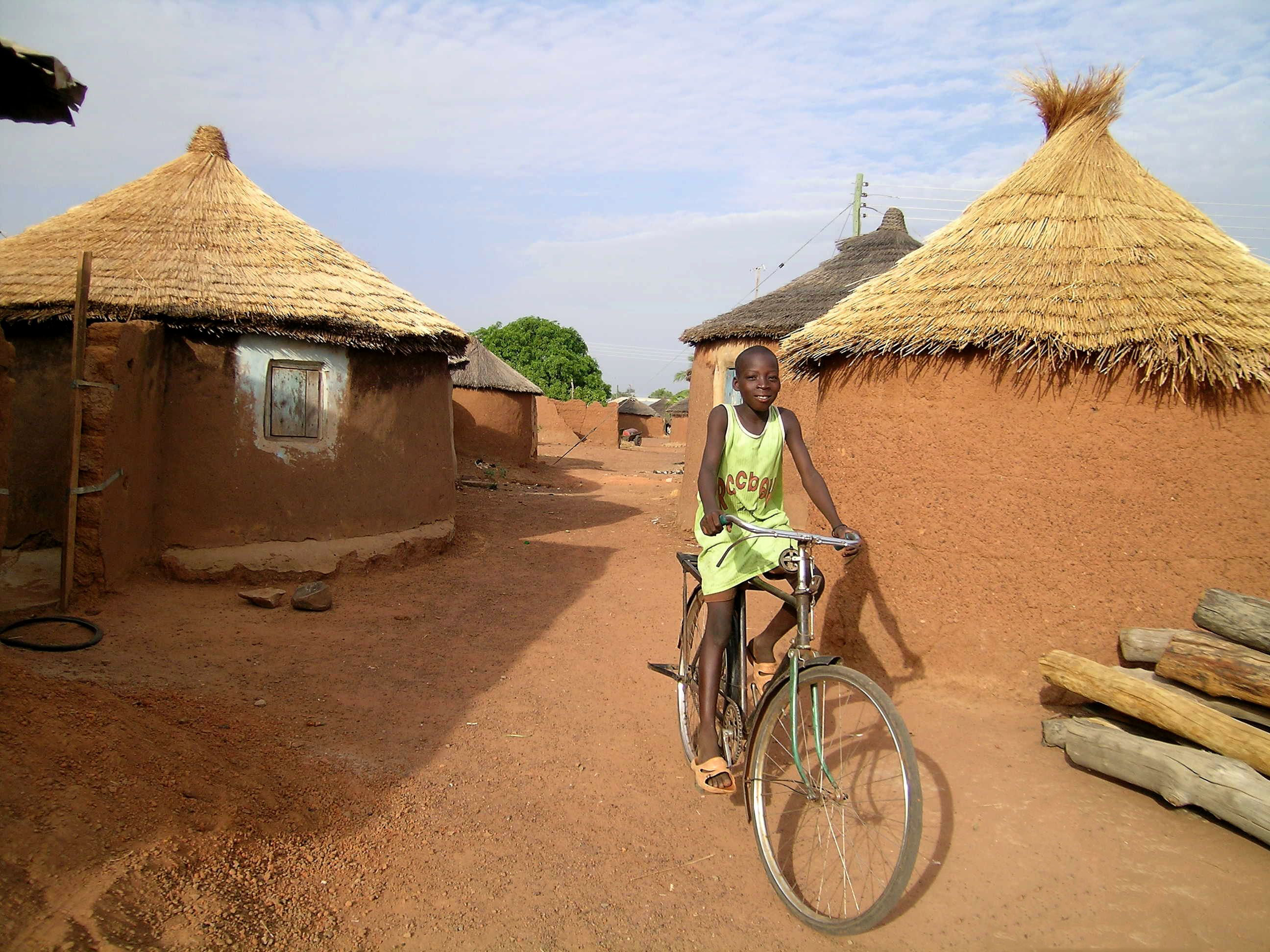
A aldeia de Nakpanduri, Norte Gana.
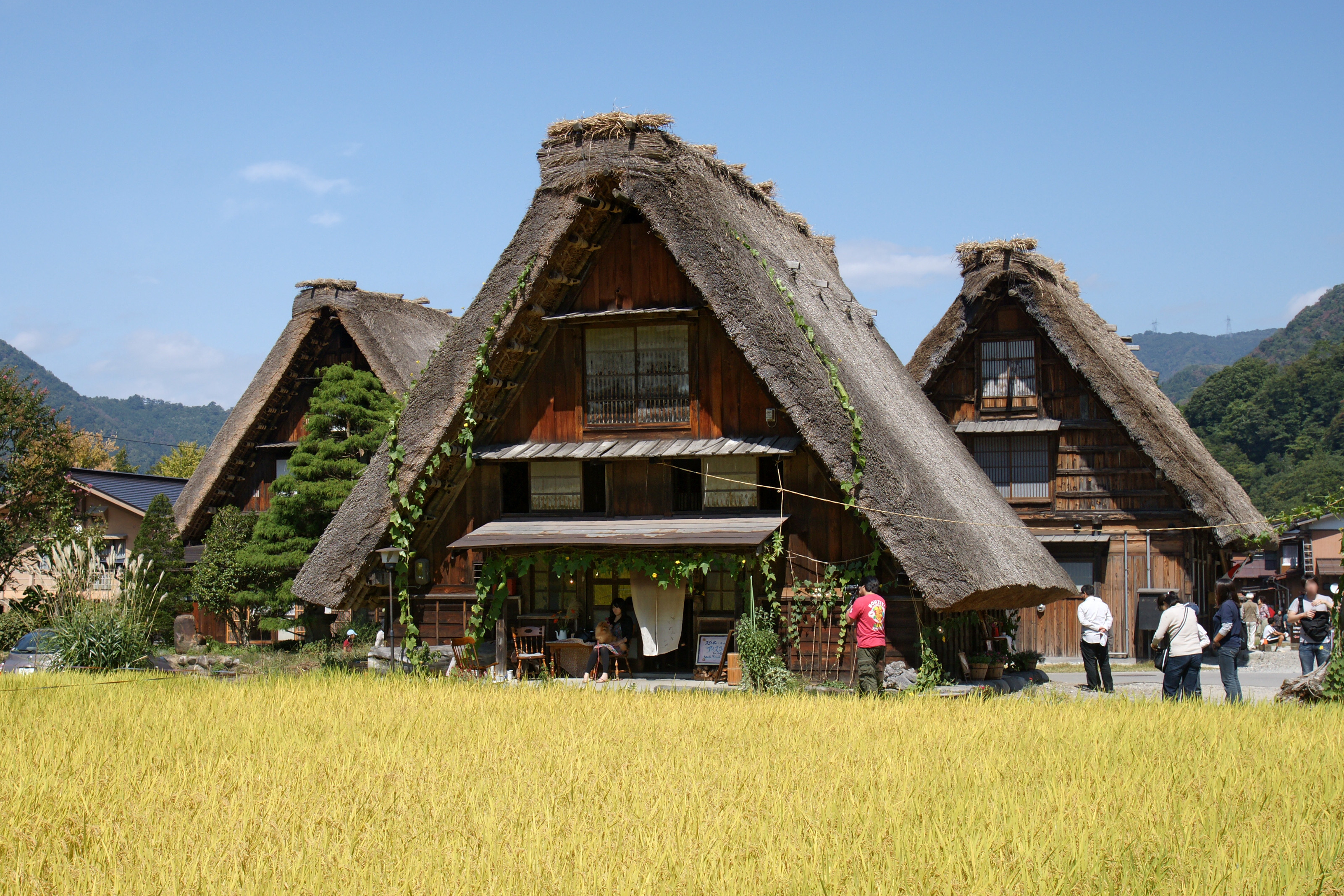
Casa na aldeia histórica de Shirakawa-go no Japão.
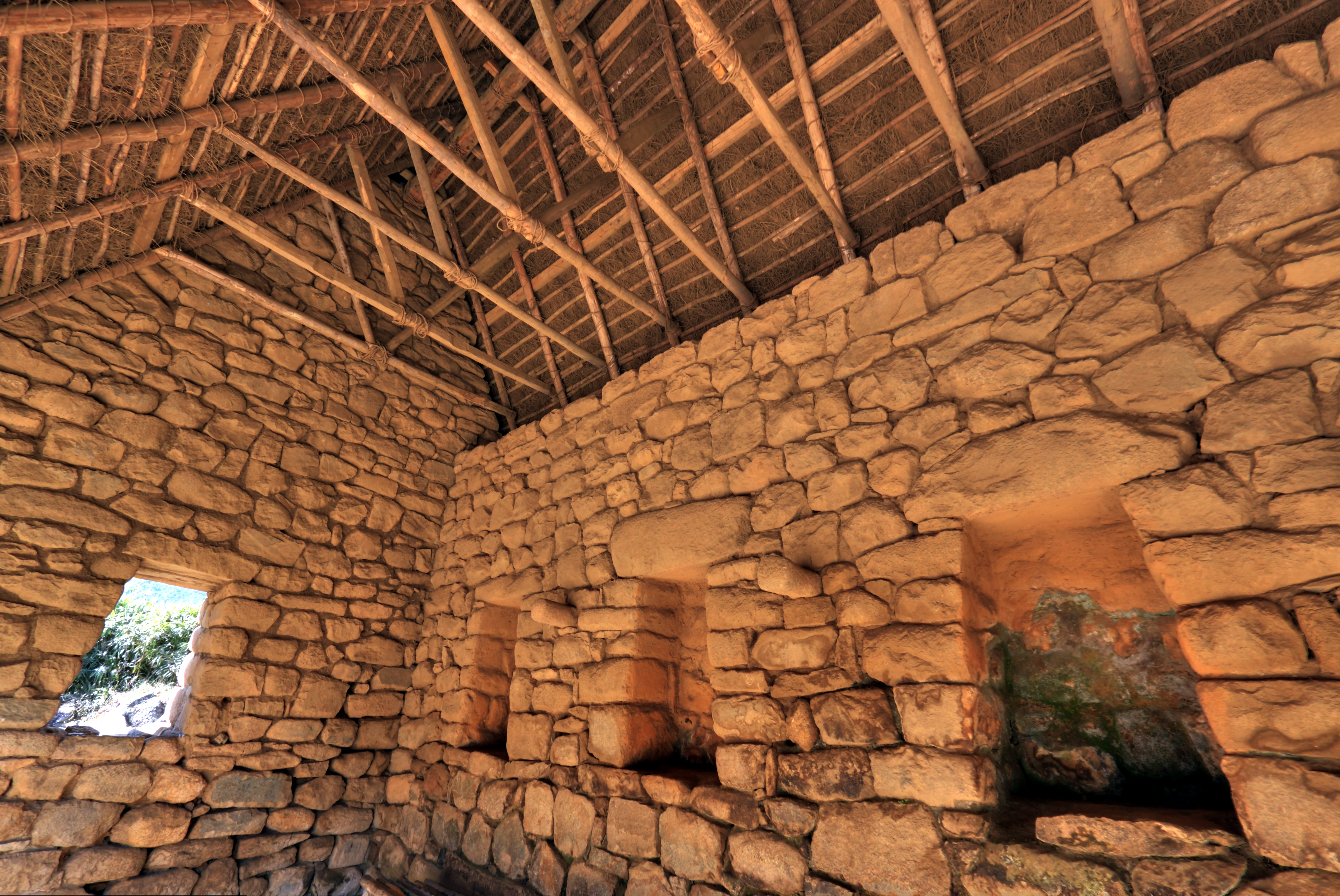
Vista do interior da cobertura de uma habitação Inca em uma das casas reconstruidas no Machu Picchu.
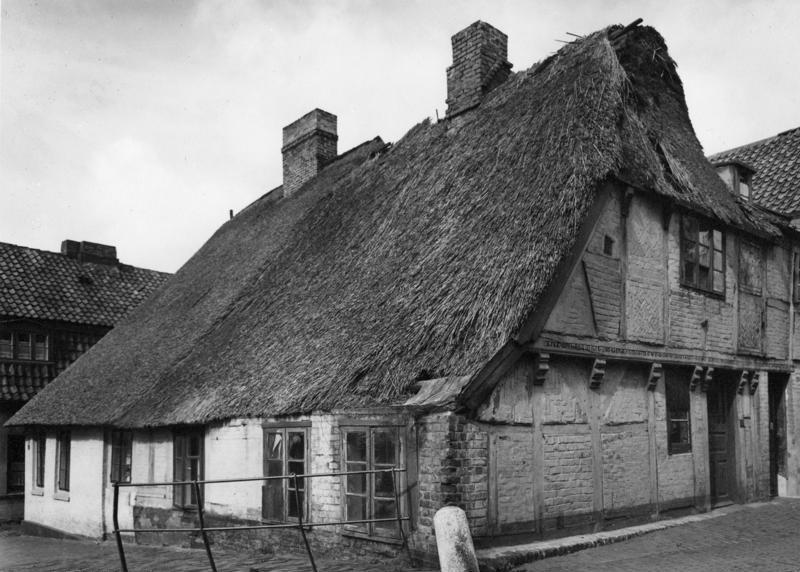
A casa de uma fazenda em Stade (Alemanha).
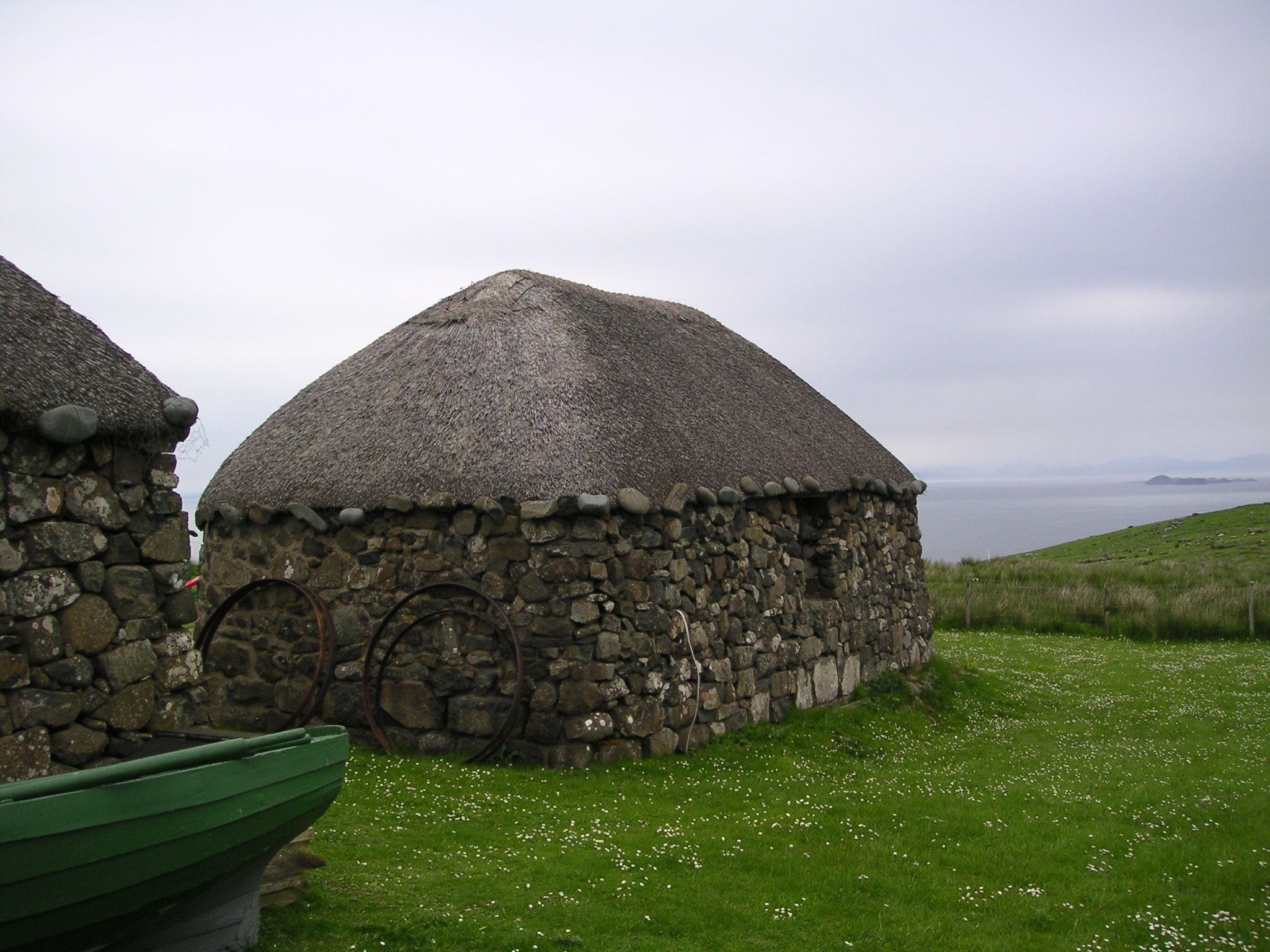
Blackhouse restaurada no museu em Trotternish, Ilha de Skye (Escócia).
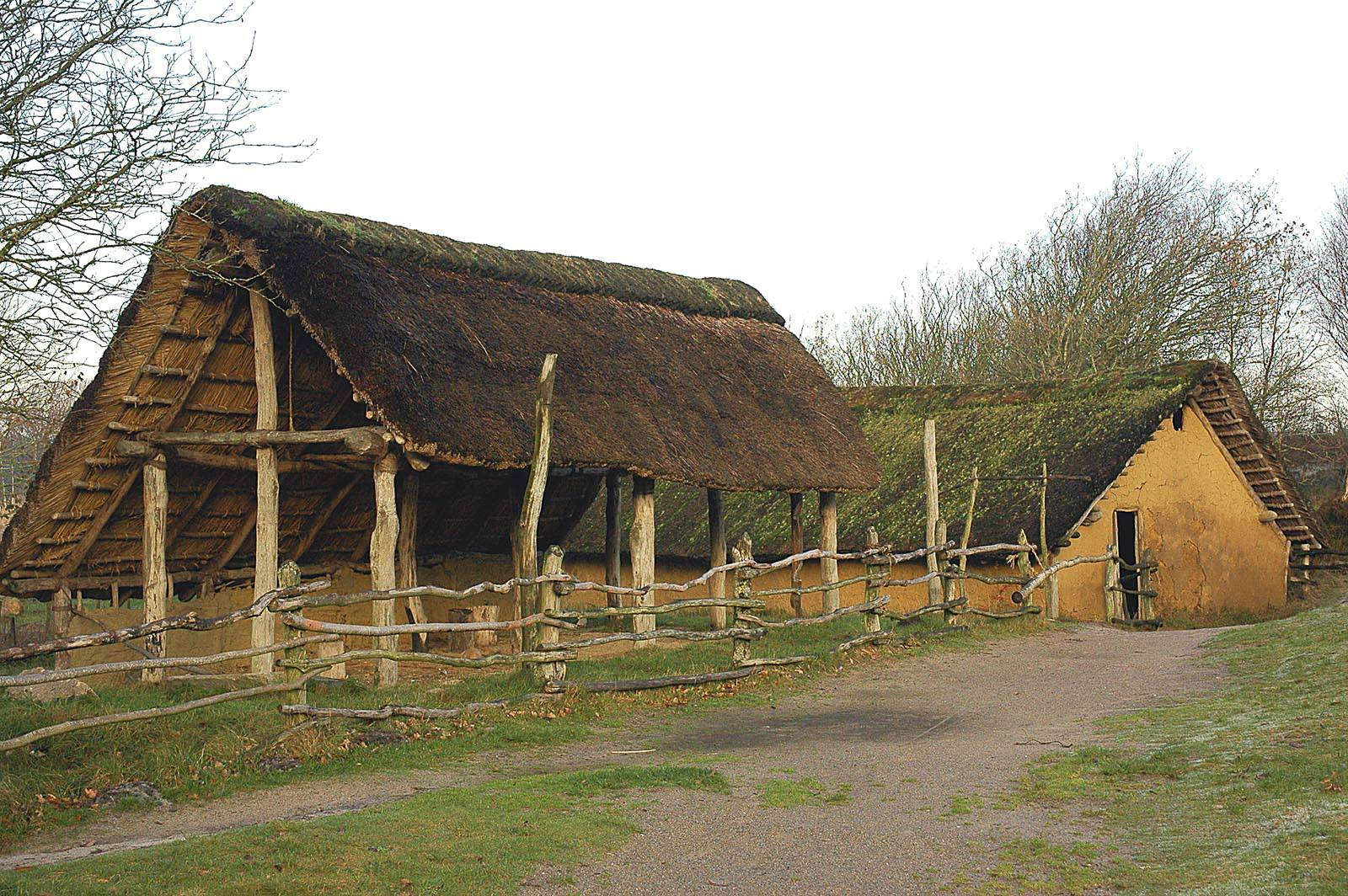
Casa tradicional no museu a céu aberto, Hjerl Hede na Dinamarca.

### Casas tradicionais com telhados de colmo
- Casas típicas de Santana, ilha da Madeira.
- Palhoça, casa típica das montanhas orientais da Galiza e oeste das Astúrias e Leão.
- Casa de Babaçu na região Nordeste do Brasil.
- Palapa, México.
- Rondavel em África do Sul, e cabanas e celeiros tradicionais africanos.